# Spoiwo gipsowe
Spoiwo gipsowe – stanowią zróżnicowaną grupę materiałów wiążących. W zależności od zastosowania muszą spełnić określone wymagania i odznaczać się specyficznymi wymaganiami. 
Do produkcji elementów budowlanych tj. bloków lub płyt stosuje się spoiwa gipsowe które powinny charakteryzować się przede wszystkim znaczną wytrzymałością mechaniczną oraz odpornością na działanie czynników atmosferycznych
Klasyfikacja spoiw gipsowych
Gips budowlany ze względu na uziarnienie  dzieli się na dwie odmiany
- gips budowlany grubo zmielony GB-G
- gips budowlany drobno zmielony GB-D

Ze względu na wytrzymałość na ściskanie po wysuszeniu do stałej masy rozróżnia się dwa gatunki gipsu
- gips budowlany 6
- gips budowlany 8

## Linki źródłowe
- Charakterystyka spoiw gipsowych. taniebudowanie.pl. [zarchiwizowane z tego adresu (2009-05-21)].